# Le Mystère de la salle d'ambre jaune
Pour plus de détails, voir Fiche technique et Distribution.
Le Mystère de la salle d'ambre jaune (Die Spur des Bernsteinzimmers) est un film allemand réalisé par Roland Gräf et sorti en 1992.

## Fiche technique
Sauf indication contraire, les informations mentionnées dans cette section peuvent être confirmées par la base de données cinématographiques IMDb,  présente dans la section « Liens externes ».
- Titre français : Le Mystère de la salle d'ambre jaune[1]
- Titre original : Die Spur des Bernsteinzimmers[2]
- Réalisateur : Roland Gräf
- Scénario : Roland Gräf, Thomas Knauf (de)
- Photographie : Roland Dressel (de)
- Montage : Monika Schindler[2]
- Décors : Dieter Döhl
- Costumes : Christiane Dorst
- Musique : Richard Wagner
- Production : Horst Hartwig
- Sociétés de production : DEFA-Studio Babelsberg GmbH (Potsdam-Babelsberg), Westdeutscher Rundfunk (Cologne)[2]
- Pays de production :  Allemagne[2]
- Langue originale : allemand
- Format : Couleur - 1,66:1 - 35 mm[2]
- Durée : 105 minutes (1h45[2])
- Genre : Film d'aventure, film policier[3]
- Dates de sortie :
  - Allemagne : 1er octobre 1992
- Classification :
  - Allemagne : Interdit aux moins de 12 ans[2]

## Distribution
- Corinna Harfouch : Lisa Mohrbrink
- Kurt Böwe : Max Buttstädt
- Uwe Kockisch : Ludwig Kollenbey
- Ulrich Tukur : Siegfried Emmler
- Michael Gwisdek : Costello
- Käthe Reichel : Frau Ladenthin
- Horst Schulze : Dr. Kobler dit « Galitsch »
- Joachim Tomaschewsky : Professeur Morbrink
- Arno Wyzniewski : Le prêtre
- Jaecki Schwarz : Kriminalist in Dresden
- Klaus Piontek : Ober im Hotel
- Werner Dissel : Museumspförtner
- Carl Heinz Choynski : Wirt
- Jürgen Huth : Polizist
- Thomas Rühmann : Kellner, Fernfahrer
- Irma Münch : Mutter Mohrbrink